# Christian Allen

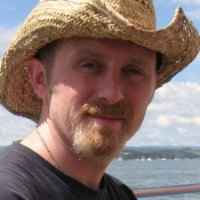

Christian Allen (15 de outubro) é um video game designer estadunidense. Ele é mais conhecido por suas contribuições para a franquia Ghost Recon e Halo: Reach.

## Créditos
- Tom Clancy's Rainbow Six: Athena Sword (2003)
- Tom Clancy's Ghost Recon: Island Thunder (2003)
- Tom Clancy's Ghost Recon: Jungle Storm (2004)
- Tom Clancy's Ghost Recon 2 (2004)
- Tom Clancy's Ghost Recon 2: Summit Strike (2005)
- Tom Clancy's Ghost Recon Advanced Warfighter (2006)
- Tom Clancy's Ghost Recon Advanced Warfighter 2 (2007)
- Halo: Reach (2010)
- Takedown: Red Sabre (TBC: 2013)